# تشارلز لامب (سياسي)
تشارلز لامب هو سياسي كندي، ولد في 1891 في سكوغاغ في كندا، وتوفي في 12 يوليو 1965. حزبياً، نشط في الحزب الكندي التقدمي المحافظ. وقد انتخب عضو مجلس العموم الكندي.